# 德比郡消防及救援服務
德比郡消防及救援服務（英語：Derbyshire Fire and Rescue Service）是英格蘭德比郡的法定消防及救援服務。

## 歷史
1947消防服務法案為德比郡建立了兩支消防隊伍，直至1974年，地區政府重組它們，合併成一支隊伍，即德比郡消防服務。於1990年代早期，名稱加上了「救援」的字眼，以顯示出該服務所負的責任。

## 消防站

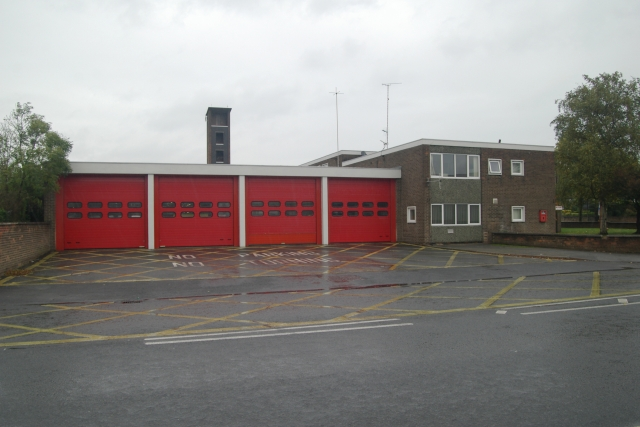
伊肯斯頓消防站

服務中有31個消防站。

## 腳註
1. ↑  Derbyshire Fire & Rescue Service 2010, p. 7.（英文）
2. ↑  Fire stations in operation （页面存档备份，存于）（英文）